# Бревији
Бревији (фр. Brévilly) насеље је и општина у североисточној Француској у региону Шампањ-Арден, у департману Ардени која припада префектури Седан.
По подацима из 2011. године у општини је живело 396 становника, а густина насељености је износила 54,25 становника/km². Општина се простире на површини од 7,3 km². Налази се на средњој надморској висини од 165 метара.

## Демографија
| 1962. | 1968. | 1975. | 1982. | 1990. | 1999. | 2011. |
| ----- | ----- | ----- | ----- | ----- | ----- | ----- |
| 346   | 380   | 384   | 378   | 403   | 381   | 396   |

График промене броја становника у току последњих година